# Netanyacra leucopus
Netanyacra leucopus är en stekelart som beskrevs av Heinrich 1968. Netanyacra leucopus ingår i släktet Netanyacra och familjen brokparasitsteklar. Inga underarter finns listade i Catalogue of Life.